# ملیسا بلوت
ملیسا بلوت (به انگلیسی: Melissa Louise Belote) (زاده  ۱۶ اکتبر ۱۹۵۶) یک شناگر اهل ایالات متحده آمریکا است. وی در بین سال‌های ‎۱۹۷۲ میلادی در مسابقات بازی‌های المپیک تابستانی در مجموع ۳ مدال طلا را کسب کرد.